# Cessari d'Heisterbach
Cessari d'Heisterbach, també conegut com a Caesarius de Heisterbacensis (Colònia 1170 - †Heisterbach 1240), fou un abat i escriptor alemany, de l'antiga abadia cistercenca d'Heisterbach (actualment Siebengebirge), prop de la petita ciutat de Oberdollendorf. Deu el seu nom a l'abadia d'Heisterbach, on es va incorporar l'any 1199; es convertí en prior l'any 1228.
Va ser un escriptor prolífic i un dels més populars del s. XIII que es va dedicar principalment a la producció de textos hagiogràfics. El més important és el «Dialogus magnus et visionum miraculorum, Libri XII», un recull d'exempla en la forma d'un diàleg entre un monjo (l'escriptor?) i un principiant. Altres treballs, sempre col·leccions d'exempla, són: «Libri VIII miraculorum» (de la qual encara queden els tres primers llibres) i «Homiliae». També va fer textos d'història, com «Vida Engelberti», la biografia de l'arquebisbe Engelbert de Colònia que va ser assassinat l'any 1225.
Segons alguns historiadors va ser el que va descriure per primera vegada la figura de Titivillus, un dimoni que es creu responsable dels errors d'escriptura de copistes.